# Borstiger Knäueling
Der Borstige Knäueling (Panus neostrigosus, Syn. Panus lecomtei, Lentinus strigosus) ist eine Pilzart aus der Ordnung der Stielporlingsartigen (Polyporales).

## Merkmale
Die einjährigen Fruchtkörper des Pilzes sind fächer- bis nierenförmig und stehen oft büschelig, die auch jung schon auffällig borstig behaarten Hüte werden 2–7 cm  breit (in Russland bis 12 cm angegeben), sie sind jung purpurviolett gefärbt und verblassen mit zunehmendem Alter zu rötlichbraun bis ockergelblich. Die schmalen, gedrängt stehenden und leicht gesägten Lamellen sind bei jungen Fruchtkörpern gelblich-weiß, bei älteren ockerfarben und laufen weit am Stiel herab. Der Hutrand ist eingerollt. Das Sporenpulver ist creme bis ocker gefärbt. Der sehr kurze (1–3 cm lang und 0,5–1 cm breit) Stiel ist blass (grau oder hellocker) und behaart bis borstig, er kann auch gänzlich fehlen, er steht in der Regel exzentrisch oder seitlich. Das Fleisch (Trama) ist weiß und lederig. Der Pilz riecht mehlig, der Geschmack ist unauffällig, Im Alter oft bitter und adstringierend.
Die Sporen sind 4,5 bis 7 Mikrometer lang bei 2,5 bis 4 Mikrometer Breite, sie sind elliptisch, glatt, hyalin und inamyloid. Das Hyphensystem wird in Nordamerika aus nur aus einer Sorte gleichartiger Hyphen bestehend, es wäre also monomitisch, beschrieben. Nach anderen Angaben ist es dimitisch, also mit zwei Hyphentypen. Die Hyphen weisen Schnallenbildung auf. Der Kreuzungstyp ist tetrapolar mit zwei Inkompatibilitäts-Loci, d. h. es sind etwa ein Viertel der Pilze geeignete Paarungspartner.

## Ökologie

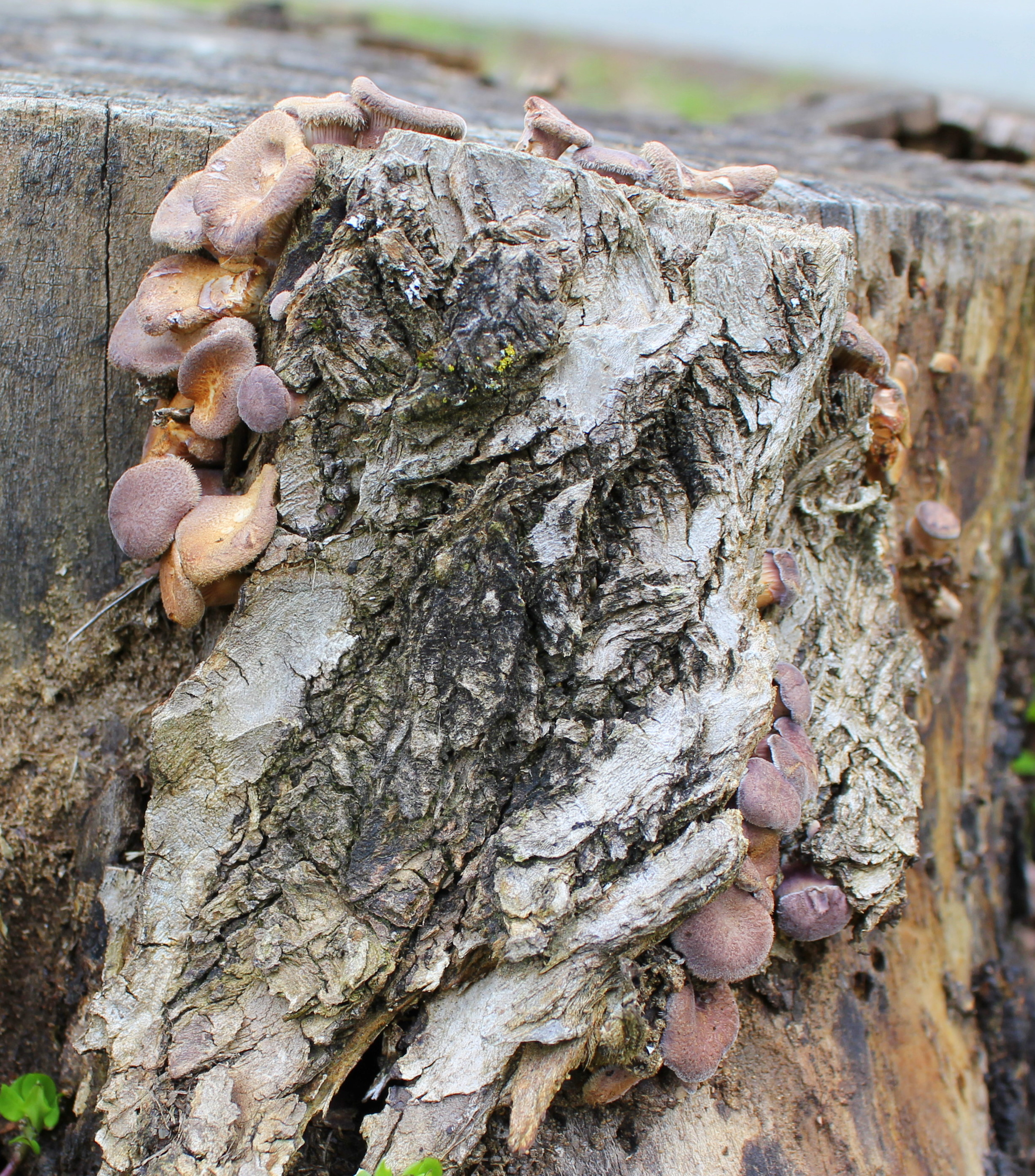
Fruchtkörper des Borstigen Knäuelings an einem Baumstumpf

Wie alle Sägeblättlinge ist der Borstige Knäueling ein saprophytischer Holzbewohner, er besiedelt Laubhölzer aller Art, bevorzugt Harthölzer. Sehr selten wird er auf Nadelhölzern (Lärchen) gefunden. Wie die gesamte Verwandtschaft gehört er zu den Weißfäulepilzen. Er ist in Mitteleuropa eine wärme- und sonnenliebende Art, die kaum in geschlossenen Wäldern auftritt, sie kann auf Kahlschlägen, Lichtungen und an südexponierten, sommerwarmen, lichten Hecken und Waldrändern gefunden werden. Er kommt an Baumstümpfen und liegenden Baumstämmen vor, oft gesellig.

## Verbreitung
Die Art kommt fast kosmopolitisch vor, sie wurde in Australien, Süd- und Südostasien, dem tropischen Afrika, Süd-, Mittel- und Nordamerika gefunden. In der Holarktis tritt sie vor allem in mediterran geprägten Gebieten auf und ist in gemäßigtem Klima selten. Entsprechend findet sie sich in Europa vor allem im Süden und wird nach Norden schnell selten.
In Deutschland liegt ihr Verbreitungsschwerpunkt in warmen, niedrigen Lagen im Südwesten, vereinzelte Vorkommen gibt es aber bis zur Ostseeküste. Aber auch in Baden-Württemberg gilt er als selten, wobei die Nachweise gegen Ende des 20. Jahrhunderts stark zugenommen hatten, vermutlich aufgrund der Erwärmung und Urbanisierung der Landschaft. In Sachsen ist er, mit nur 3 Nachweisen, weiterhin sehr selten.

## Bedeutung
Der Borstige Knäueling gilt in Europa und Nordamerika nicht als Speisepilz. Als Holzzerstörer ist er wirtschaftlich unbedeutend. In Brasilien soll er aber vom Volk der Yanomami traditionell als Speisepilz genutzt worden sein.

## Taxonomie und Systematik
Die Taxonomie der Art ist verworren, wodurch es ungewöhnlich viele synonyme Namen gibt. Eine erste wissenschaftliche Beschreibung durch Lewis David von Schweinitz im Jahr 1822 unter dem Namen Agaricus crinitus war nomenklatorisch ungültig, da es mit Agaricus crinitus L. ein älteres Homonym gibt. Deshalb wurde der von Elias Magnus Fries 1825 vergebene Name Lentinus strigosus meist als Basis anerkannt. Bei der Umkombination in die Gattung Panus im Jahr 2012 konnte dieser Name nicht verwendet werden, da es mit Panus strigosus Berk. & M.A. Curtis (heute Lentinus levis) wieder ein älteres Homonym gab. Die Autoren vergaben daher den neuen Namen Panus neostrigosus für die Art. 1838 hatte Fries eine weitere Art Panus rudis beschrieben, die nach Meinung zahlreicher Mykologen synonym zu Panus neostrigosus ist, während andere sie für eine, extrem ähnliche, aber getrennte Art ansehen. Andere Autoren sehen Panus lecomtei (Fr.) Corner, erstbeschrieben als Lentinus lecomtei durch Fries im Jahr 1825, als den validen Namen der Art an. Dieser Artname war also im gleichen Jahr wie Lentinus strigosus eingeführt worden, wobei aber William Alphonso Murrill 1915 die Priorität von Lentinus strigosus festgeschrieben hatte. Zur Zeit, Stand 2024, hält die Datenbank Mycobank Panus lecomtei für den validen Namen, während die Datenbank Index Fungorum Panus neostrigosus bevorzugt. In der gegenwärtigen wissenschaftlichen Literatur werden wechselweise beide Namen verwendet.